# Francisco Cabral y Aguado Bejarano
Francisco Cabral y Aguado Bejarano – hiszpański malarz, przedstawiciel andaluzyjskiego romantyzmu i kostumbryzmu.
Jego pierwszym nauczycielem był jego ojciec Antonio Cabral Bejarano. Studiował na Akademii Sztuk Pięknych w Sewillii razem z bratem Manuelem Cabral Aguado-Bejarano. Jego twórczość składa się głównie z andaluzyjskich pejzaży, portretów, dzieł o tematyce religijnej i kopii dzieł Murillo. Namalowany przez niego portret Retrato del señor Aguado znajduje się w Muzeum Prado w Madrycie.